# Metodi de Patara
|  | Per a altres significats, vegeu «Metodi». |

Metodi de Patara o d'Olimpos o Metodi Eubuli (llatí: Methodius Patarensis o Eubulius, grec antic: Μεθόδιος; Lícia, ca. 250 - Calcis, Eubea, 311) va ser un bisbe grec, autor eclesiàstic i teòleg. És venerat com a sant per diverses confessions cristianes i considerat com un dels Pares de l'Església.

## Biografia
Hi ha poques dades biogràfiques, procedents de De viris illustribus de Jeroni d'Estridó. Nascut a Lícia (Àsia Menor), va serbisbe a Olimp, i potser a Patara (ambdues a Lícia) i a Tir (a Fenícia). Tenia una cultura filosòfica àmplia, i era un autor teològic prolífic, especialment en les disputes contra les tesis herètiques d'Orígenes, com la que deia que el cos dels ressuscitats no seria el mateix que el que tenien en vida, o la de l'eternitat del món. La filosofia de Plató el va influir i va fer interpretacions al·legòriques de la Bíblia.
L'enciclopèdia Suides diu que va morir màrtir a Calcis al començament del segle iv, durant les últimes persecucions.

## Obres escrites[2]
L'obra més coneguda és El banquet de les deu verges, a imitació d'El banquet de Plató, juntament amb l'obra Del lliure albiri i De la resurrecció.
Va escriure:
- 1. Περὶ Ἀναστάσεωος, De Resurrectione
- 2. Περὶ τῶν γενετῶν, De Creatis
- 3. Περὶ Αὐτεξουσίον καὶ πόθεν τὰ κακὰ, De Libro Arbitrio
- 4. Περὶ τῆς ἀγγελομιμήτου παρθενείας καὶ ἁγνείας, De Angelica Virginitate et Castitate
- 5. Oratio de Simeone et Anna, seu In Festum Occursus et Purificationis B. Mariae
- 6. Λόγος περὶ Μαρτύρων, Sermo de Martyribus
- 7. Εἰς τὰ, In Ramos Palmarum
- 8. Libri adversus Porphyrium
- 9. De Pythonissa contra Origenem
- 10. Commentarii in Cantica Canticorum
- 11. Ξένων

El llibre De Revelatione se li ha atribuït però és més probable que sigui una obra de Metodi II de Constantinoble.